# 藤森望
藤森望（日语：／ Fujimori Nozomi，1993年4月24日—），日本前寫真偶像、演員。於京都府出身。

## 生平
2007年，藤森望在母親的朋友鼓勵下，決定出道成為偶像。同年在電視劇《青春！偶像學園》（青春！アイドル学園）中跟吉田千晃、愛華、中澤美佳等偶像一起合作演出。次年1月，她推出自己的寫真處女作《青春美少女》。這部作品在工作室及廢棄的校舍取景，收錄了穿上運動服、泳衣、女僕裝等衣物的藤森。她在這部作品的發售紀念活動中再度跟中澤美佳合作，一起擔任主持角色。同年她亦在NHK的連續電視小說《歡迎龜來》中登場。
2012年3月，她在伊豆開展寫真拍攝工作，以在4月發表作品《望的希望》（ノゾミのノゾミ）。觀眾能從中觀賞戴上貓耳的藤森，除此之外她也以身穿各類泳衣的姿態視人。2013年9月，她在《週刊SPA》的寫真專欄上登場。次月，她的寫真DVD《稚子白》（Baby White）開售。這部DVD是她在盡量刻意展露笑容的前提下進行拍攝的。2014年2月21日，她以身穿連身衣的姿態拍攝部分場景的寫真DVD《颮》（Squall）正式發行。5月30日，她的寫真DVD《你的望》（キミノノゾミ）公開，這部作品同樣收錄了她的泳衣裝扮，此外她亦以護士裝和校服裝的樣子登場。
次年3月，藤森在網誌上表示自己已從事務所辭職。

## 人物
藤森善於各種運動。她在首部寫真DVD發售後便表示自己已取得空手道黑帶。她在2008年和2014年時亦分別表示自己有志於加入藝能界。

## 外部連結
- 藤森望的Ameblo網誌 （页面存档备份，存于）（日語）